# Коричный спирт
Коричный спирт (циннамильный спирт, стирон, cinnamic alcohol, cinnamylalcohol) — 3-фенил-2-пропен-1-ол, в природе встречается только в транс-форме.

## Свойства
|             | Тпл, °C | Ткип, °C                                           | Твсп, °C | d420   | nD20   |
| ----------- | ------- | -------------------------------------------------- | -------- | ------ | ------ |
| транс-форма | 33—34   | 256—258 (760 мм рт. ст.) 139—143,5 (14 мм рт. ст.) | 134      | 1,0440 | 1,5819 |
| цис-форма   | —       | 127—128 (10 мм рт. ст.)                            | 1,0410   | —      | 1,5710 |

Плохо растворим в воде и минеральных маслах, растворим в 50%-ном этаноле (1:3), глицерине, эфирных маслах.
Образует продукты присоединения с NaHSO3 и CaCl2
- при осторожном окислении платиновой чернью коричный спирт дает коричный альдегид (Штреккер);
- при окислении хромовой смесью получаются коричная и бензойная кислоты;
- амальгамой натрия, в присутствии большого количества воды при обыкновенной температуре, коричный спирт восстанавливается в фенилпропиловый спирт:

C6H5CH=CHCH2(OH) + H2 = C6H5CH2CH2CH2(OH);
- но при малом количестве воды (и при 100°) он распадается на стирол и метиловый спирт:

C6H5CH=CHCH2(OH) + H2= C6H5CH=CH2 + CH3(OH);
- водная йодистоводородная кислота превращает коричный спирт в толуол и аллилбензол.

## Нахождение в природе
Сложные эфиры коричного спирта (преимущественно ацетат и циннамат) содержатся в эфирных маслах — гиацинтовом, кассиевом и других, а также в некоторых природных смолах и бальзамах — перуанском бальзаме, стираксе и др.

## Получение
Коричный спирт высокого качества может быть получен омылением стиракса, а основной промышленный метод получения состоит в восстановлении коричного альдегида изопропиловым, бензиловым и другими спиртами в присутствии соответствующих алкоголятов алюминия.
Так же может быть получен перегонкой с водным едким калием стирацин (жидкого стиракса).

## Применение
Коричный спирт широко используют при составлении парфюмерных композиций, отдушек для мыла, как ароматизатор пищевых продуктов и косметических изделий. Для получения сложных эфиров — циннамилацетата, циннамилиизобутирата и других эфиров, используемых в парфюмерной и пищевой промышленности.
Используется как пластификатор при производстве пластмасс, как компонент ряда смазочных масел, как промежуточное соединение в синтезе стрептомицина.